# HMS Temeraire (1907)
Pour les autres navires du même nom, voir HMS Temeraire.
Le HMS Temeraire est un dreadnought de la classe Bellerophon construit pour la Royal Navy.
Il passe toute sa carrière assignée à la Home Fleet et la Grand Fleet. En plus de participer à la bataille du Jutland en mai 1916 et à l'engagement du 19 août 1916 (en), son service pendant la Première Guerre mondiale consiste généralement en des patrouilles de routine et de formation en mer du Nord.
Le Superb est transféré à la Mediterranean Fleet en octobre 1918 et il aide les forces alliées en mer Méditerranée et dans la mer Noire après la fin de la guerre en novembre.
Le navire est jugé obsolète et est affecté à la réserve quand il retourne au Royaume-Uni au début de l'année 1919 et a ensuite été utilisé comme navire d'entraînement. 
Le Temeraire est vendu pour la ferraille en 1921.